# 北向地蔵 (神戸市)

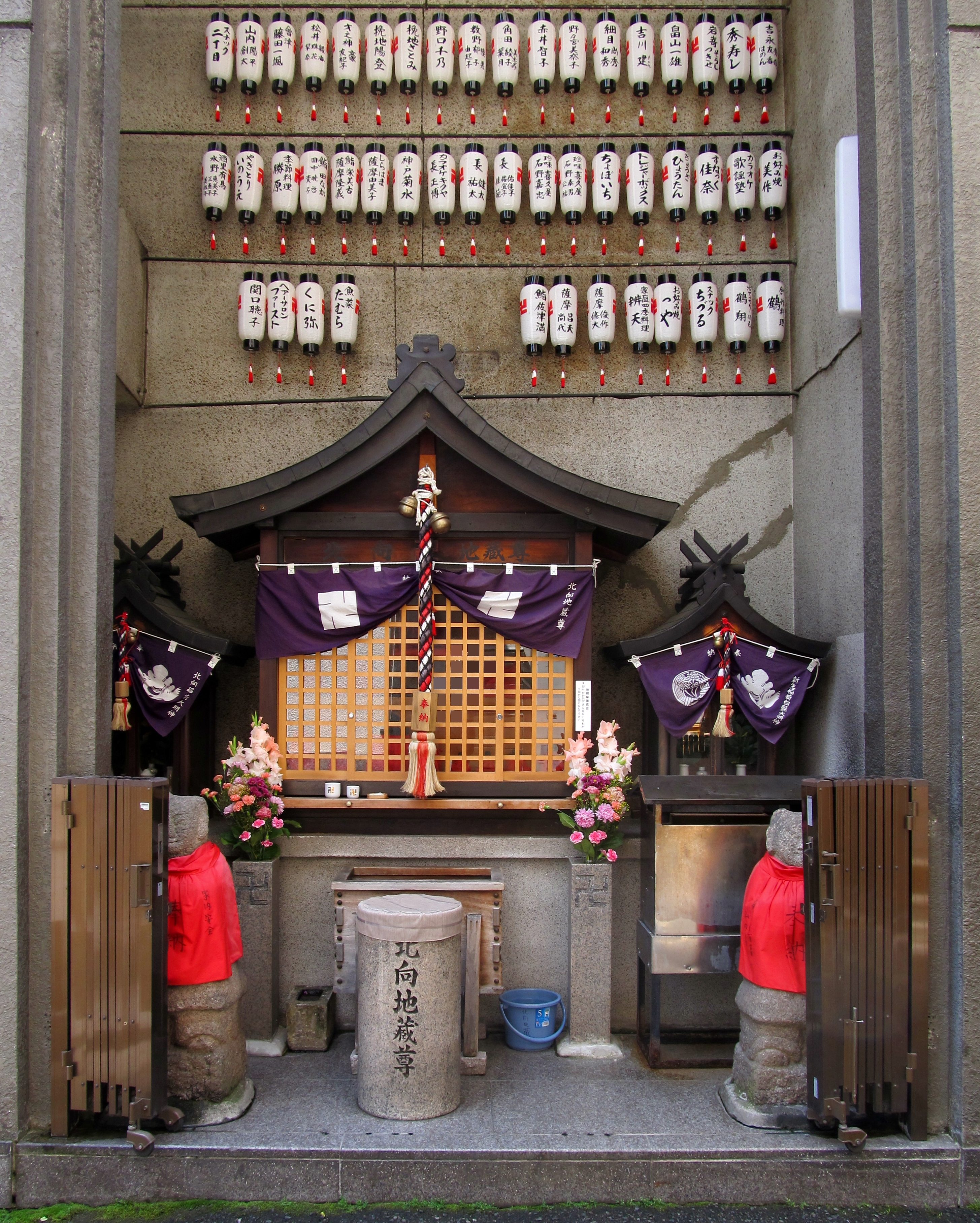
北向地蔵

北向地蔵（きたむきじぞう）は、兵庫県神戸市中央区北長狭通一丁目にあるビルの壁面に、北向きに祀られている地蔵菩薩像。

## 概要
明治4年（1871年）に加納宗七によって付け替えられるまで、生田川は現在のフラワーロードを流れていた。
ある時大雨で生田川が増水し、沿岸の住人は土嚢を積んで堤防の決壊を防ごうとしたが、流木が土手に引っかかってしまった。積むべき土嚢はすでになく、人々はなす術がなく現場から撤退したが、その後で何かを引きずって水の中に沈めるような音を耳にした。
翌朝、人々が現場に戻ると、流木が引っ掛かっていた場所に大きな石があって堤防の決壊を防いでいた。さらに近くの土手には見覚えのない地蔵菩薩像が鎮座していた。人々は地蔵菩薩像が堤防の決壊を防いだのだと信じ、生田川の西岸に仏堂を建立し、堤防の方角を向く形で地蔵菩薩像を安置した。以来、この地蔵菩薩像は北向地蔵と呼ばれている。